# Cetiosaurus
Cetiosaurus ("reptil ballena") es un género extinto con gran cantidad de especies de dinosaurios saurópodos cetiosáuridos que vivieron a mediados del período Jurásico , hace entre 171 a 169 millones de años, entre el Bajociense y el Bathoniense, en lo que es hoy Europa y África. Su nombre proviene del término en griego antiguo cetus/κητος que en un principio significaba "monstruo marino" y luego "ballena" y saurus/σαυρος "lagarto", este nombre se debe a que cuando fue descubierto, Sir Richard Owen supuso como se trataba de una criatura marina, similar a un enorme cocodrilo. 
Cetiosaurus fue en 1842 el primer saurópodo del que se describieron los huesos y es el saurópodo más completo encontrado en Inglaterra. Fue llamado así porque su descriptor, Sir Richard Owen que supuso que se trataba de una criatura marina , inicialmente un cocodrilo extremadamente grande y no lo reconoció como un dinosaurio terrestre. Debido a la descripción temprana, muchas especies serían nombradas en el género, finalmente dieciocho de ellas. La mayoría de estos ahora se han colocado en otros géneros o se los considera nombres dudosos, basados en el pobre material fósil. Lo último es cierto también de la especie tipo original, Cetiosaurus medius  y así Cetiosaurus oxoniensis, mejor conocida se hizo oficialmente la nueva especie tipo en 2014. C. oxoniensis se basa en tres especímenes más o menos completos, descubiertos a partir de 1868 en adelante. Juntos contienen la mayoría de los huesos, a excepción del cráneo. Entre las especies que todavía se incluyen en el género, todas dudosas, se encuentran Cetiosaurus brachyurus y Cetiosaurus philippsi.
C. oxoniensis era un herbívoro "primitivo", cuadrúpedo , de cuello largo y cabeza pequeña . Tenía cola y cuello más cortos que la mayoría de los saurópodos. Las extremidades anteriores, por otro lado, eran relativamente largas. Se estima que C. oxoniensis tenía unos 16 metros de largo y pesaba aproximadamente 11 toneladas.

## Descripción
Cetiosaurus fue un primitivo herbívoro cuadrúpedo de cuello largo que alcanzó los 18 metros de largo, siendo más pequeño que los saurópodos posteriores. Su cuello era del mismo largo que su cuerpo, y la cola era considerablemente más larga, consistiendo en por lo menos 40 vértebras caudales. Sus vértebras dorsales, los huesos a lo largo de la espalda, eran pesadas y primitivas, diferentes de los huesos ahuecados de los saurópodos avanzados como Brachiosaurus. Su ulna, era casi tan larga como el húmero, a diferencia de la mayoría de los otros saurópodos. Su fémur era aproximadamente 1,2 metros de longitud. Compartió el territorio con predadores con el Megalosaurus y Eustreptospondylus en un ambiente de llanura inundable y bosques abiertos. Paul consideró Cetiosaurus un generalista de alimentación, comiendo a un nivel bajo y medio alto, en vista de sus proporciones moderadamente largas de cuello y extremidades.

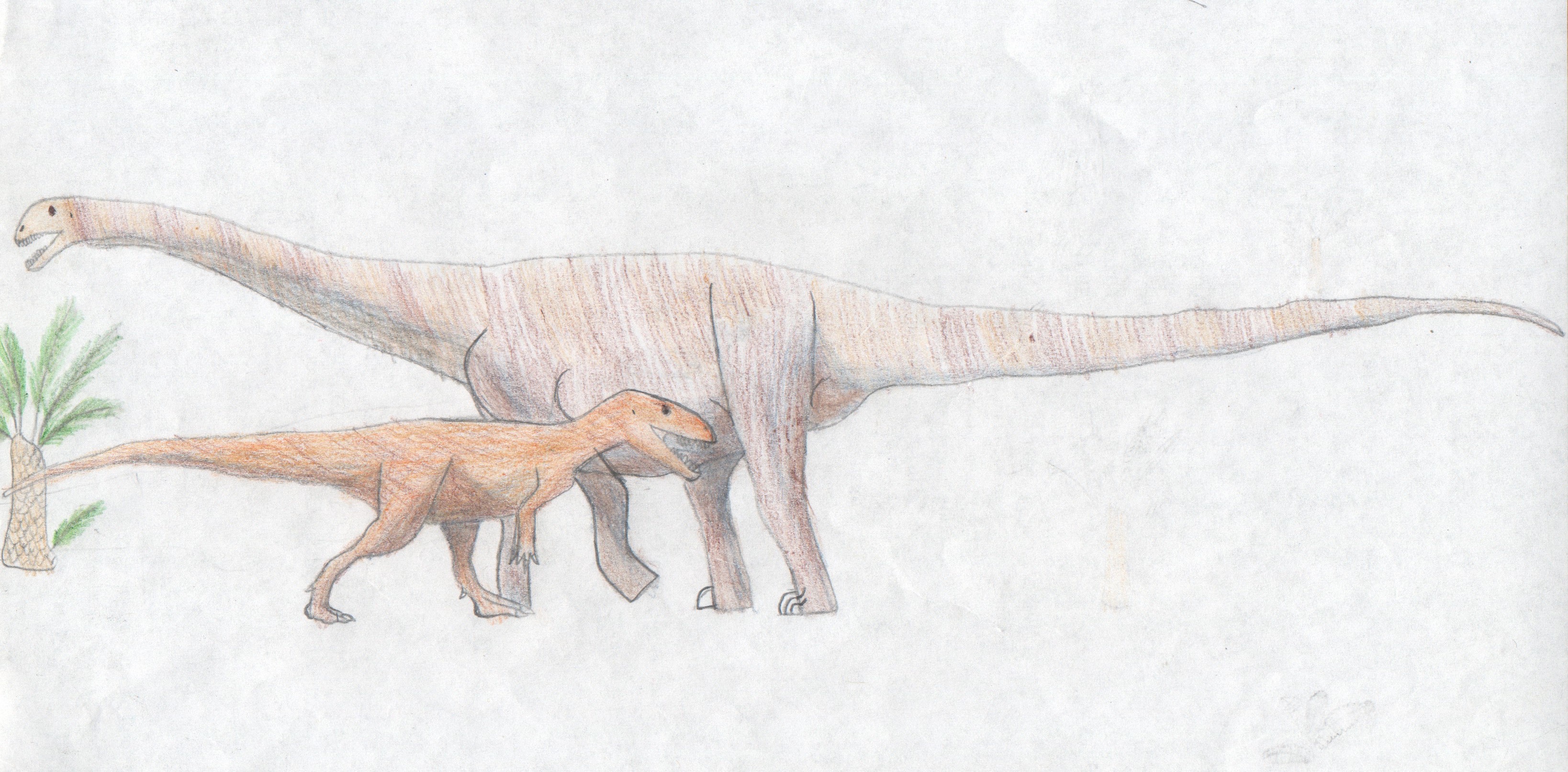
Recreación de un Cetiosaurus en su hábitat junto a un Megalosaurus.

Cetiosaurus , o específicamente la especie neotipo C. oxoniensis, es conocida a partir de fósiles relativamente completos. Estos incluyen los tres esqueletos encontrados por Phillips. Uno de estos es el más grande catalogado como OUMNH J13605-13613, J13615-16, J13619-J13688 y J13899 que fue elegido por Upchurch & Martin como el lectotipo de la especie. El segundo consiste en los huesos de las extremidades de un individuo más pequeño OUMNH J13614 y el tercer esqueleto representa el omóplato y la extremidad posterior de un animal juvenil OUMNNH J13617-8, J13780-1. La muestra de Rutland, esta aproximadamente 40% completa, aumenta considerablemente el número de elementos esqueléticos conocidos, especialmente en el cuello. El cráneo es en gran parte desconocido, quizás con la excepción del caso de la base del cráneo representado por el espécimen OUMNH J13596. Una corona de un solo diente, OUMNH J13597, se ha remitido provisionalmente a la especie.
Cetiosaurus era, como cualquier saurópodo, un animal cuadrúpedo de cuello largo . En 2010, Gregory S. Paul estimó la longitud del cuerpo a 16 metros, el peso en 11 toneladas. Su cuello era moderadamente largo, no más que su cuerpo. La cola era considerablemente más larga y consistía en al menos cuarenta vértebras caudales. Sus vértebras dorsales, los huesos a lo largo de la espalda, tenían la estructura original pesada con cámaras de aire limitadas, a diferencia de los huesos extremadamente ahuecados de los saurópodos posteriores como Brachiosaurus. Su antebrazo era tan largo como la parte superior del brazo , a diferencia de la mayoría de los otros saurópodos, lo que resulta en una extremidad anterior que iguala la extremidad trasera en longitud. Su muslo tenía aproximadamente 180 centímetros de largo.

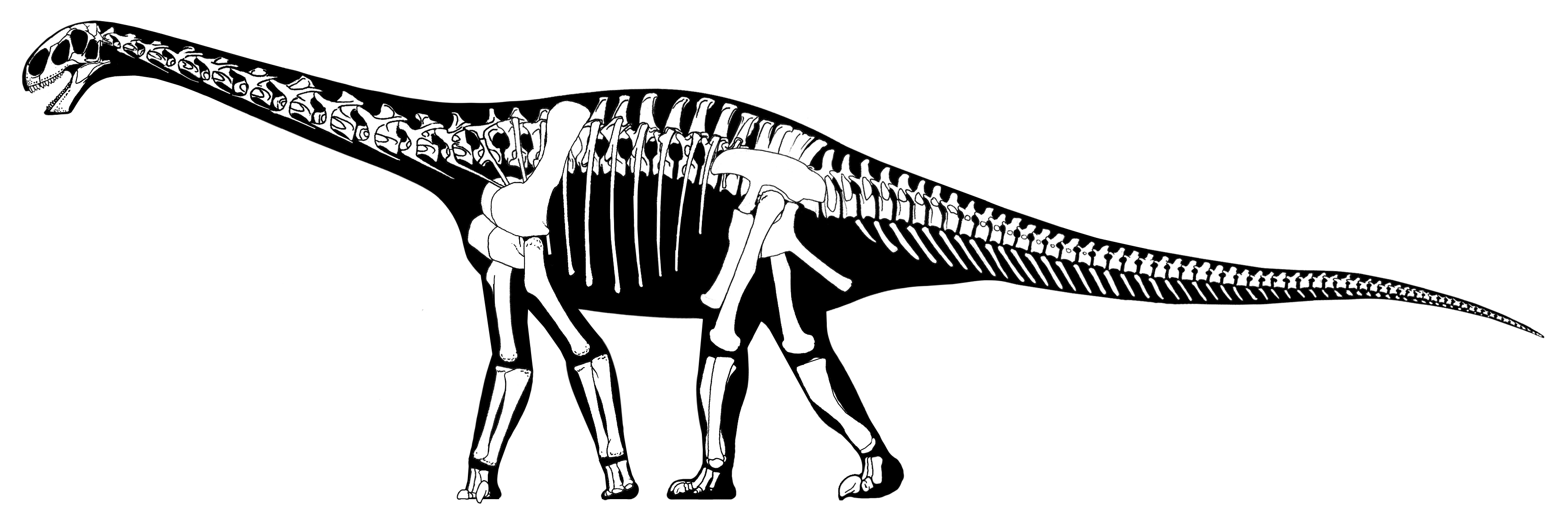
Reconstrucción del esqueleto de Cetiosaurus.

En sus descripciones originales, Owen no pudo indicar ninguna diferencia entre Cetiosaurus y otros saurópodos por la simple razón de que estos últimos aún no se habían descubierto. Ahora que se han encontrado tales parientes, la singularidad de C. oxoniensis y su estado como un taxón válido deben probarse indicando sus nuevos rasgos derivados o autapomorfias . En su revisión del género de 2003, Upchurch y Martin identificaron cinco autapomorfias de C. oxoniensis. Las vértebras posteriores del cuello y las vértebras del dorso tienen espinas en la parte superior que son bajas, simétricas y en forma de pirámide. Con las espinas de todas las vértebras dorsales, una cresta está ausente entre la espina dorsal y la diapófisis, la articulación costal superior; se ha perdido o quizás se ha fusionado con la cresta que se extiende entre la columna vertebral y la postzigófisis, el proceso de la articulación posterior. Las vértebras de la cola del medio tienen un proceso en forma de lengua en la parte superior de la cara frontal del cuerpo vertebral; esta es una extensión del piso del canal neuronal . Los vértices de las vértebras de la cola delantera tienen ejes cuyos extremos inferiores se aplanan desde la parte delantera hacia la parte posterior en lugar de transversalmente. El proceso inferior del ilion, al que se unió el hueso púbico, presenta en la superficie externa de su base una depresión triangular.

## Descubrimiento e investigación
Cetiosaurus fue el primer saurópodo descubierto. Los primeros fósiles encontrados consisten en una vértebra, costilla y el hueso del brazo descubiertos en isla del Wight Inglaterra. Unos años más tarde se encontró un esqueleto más completo de este dinosaurio en Rutland, Inglaterra, Hoy se puede contemplar en el museo de Leicestershire, Inglaterra. Más huesos de los miembro fueron encontrados en los últimos años de la década de 1840s y un esqueleto bastante completo en 1868. Owen pensó que tenía características de crocodilia. La naturaleza verdadera no fue observada hasta que Thomas Huxley lo nombrara como un dinosaurio en 1869.

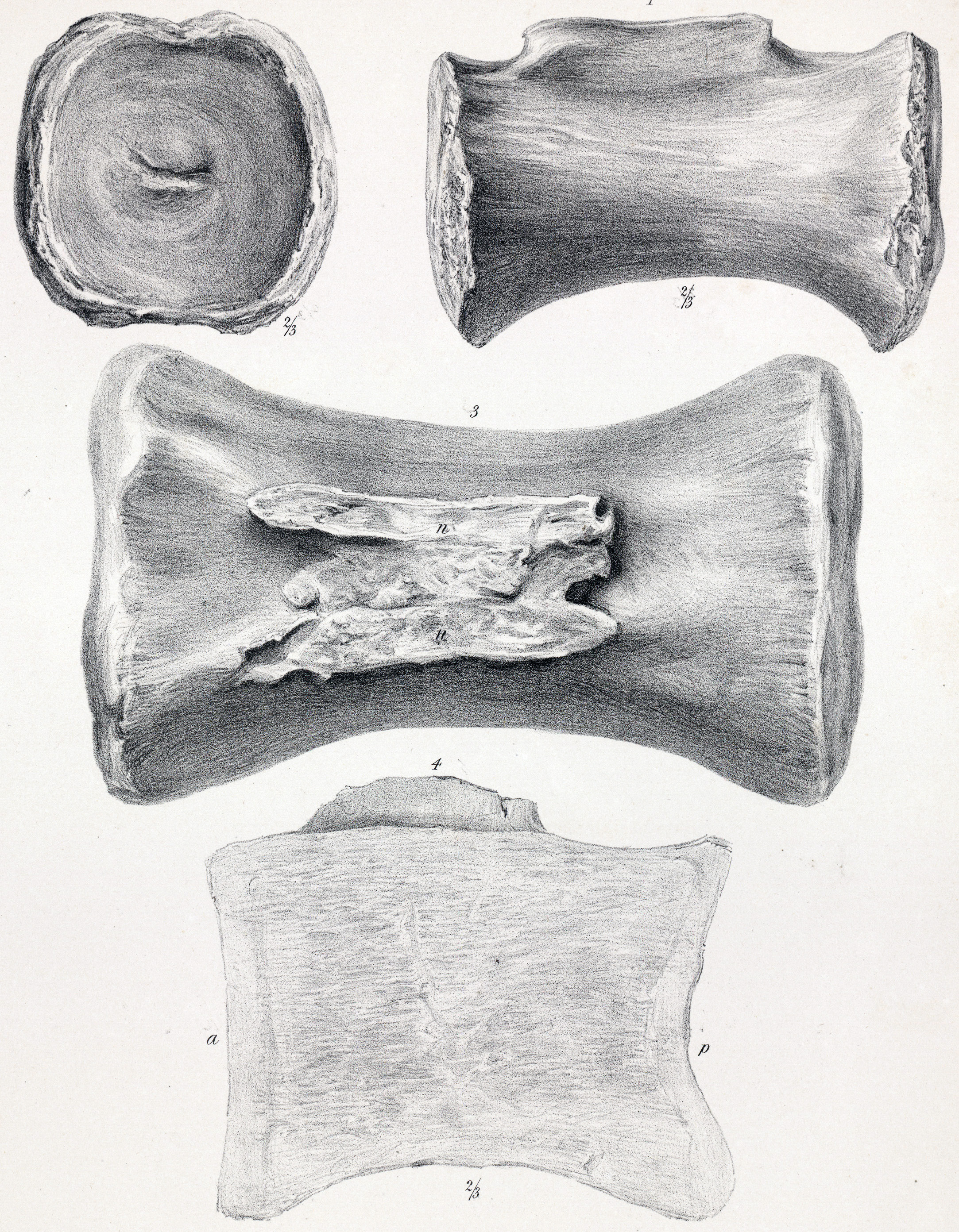
Vértebra caudal de Cetiosaurus longus.

En la década de 1830s, antes de que se nombrara, el experto George Cuvier identificó esos fósiles como huesos de ballena. Esa teoría los hizo creer a todos que existió una gran ballena primitiva, pero no fue así. En 1841, tras haber descubierto 2 ejemplares más, Richard Owen sugirió llamar a este espécimen Cetiosaurus, ya que en cierto sentido se asemejaba mucho a un "reptil ballena". En 1979 se encontró el fémur de un cetiosaurio en Marruecos que era casi tan alto como una portería de fútbol. Este hallazgo demuestra que el cetiosaurio no sólo vivió en Inglaterra, sino también en Marruecos y probablemente en otras partes de África.
Cetiosaurus oxoniensis, del Jurásico Medio de Oxfordshire y Rutland, es mejor conocido que la especie tipo C. brevis y fue propuesto por  Upchurch para que sea considerado un neotipo. El material de C. medius es insuficiente para incluirlo en Cetiosaurus por lo que se lo considera nomen dubium.

### Hallazgos iniciales
Cetiosaurus fue, con la excepción del género de los dientes Cardiodon, el primer saurópodo en ser descubierto y nombrado así como el saurópodo más conocido de Inglaterra. Numerosas especies han sido asignadas a Cetiosaurus a través delos años pertenecientes a varios grupos diferentes de dinosaurios saurópodos. Por lo tanto, el género funcionaba como un típico "taxón cajón de sastre". Los restos fosilizados una vez asignados a Cetiosaurus se han encontrado principalmente en Inglaterra pero también en Francia, Suiza y Marruecos.

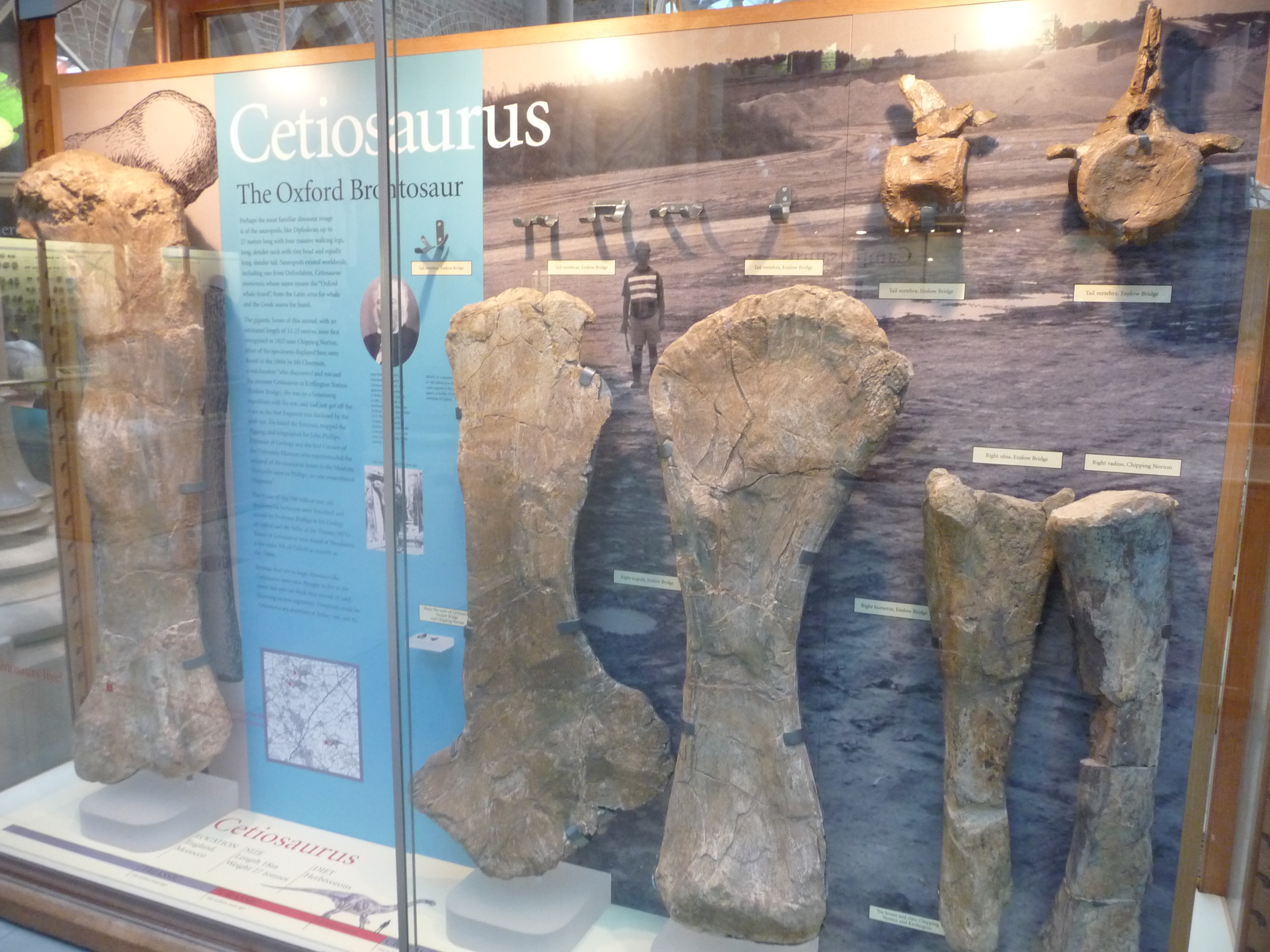
Huesos de los miembros de Cetiosaurus

Los primeros fósiles, vértebras y elementos de las extremidades, fueron descubiertos cerca de Chipping Norton a principios del siglo XIX y fueron informados por el coleccionista John Kingdon en una carta leída el 3 de junio de 1825 a la Sociedad Geológica. Fueron vistos como posiblemente pertenecientes a una ballena o cocodrilo. En 1841 , el biólogo , anatomista comparativo y paleontólogo Sir Richard Owen , los denominó como el género Cetiosaurus, el año antes de que acuñara el término Dinosauria. Owen inicialmente no reconoció a Cetiosaurus como un dinosaurio, pero lo consideró un gigantesco reptil que habitaba en el mar. Esto fue reflejado por el nombre, derivado del griego κήτειος,kèteios, "monstruo marino". En 1842 Owen nombró dos especies en el género: Cetiosaurus hypoolithicus y Cetiosaurus epioolithicus . Los nombres específicos reflejaban si los hallazgos se habían realizado debajo, hipo o arriba, epi de las llamadas capas oolíticas . La primera especie se basó en el material de Jhon Kingdon y el último en vértebras y metacarpianos encontrados en White Nab en Yorkshire. La publicación no contenía una descripción suficiente y las especies a menudo se consideran nómina nuda. El mismo año en una publicación posterior Owen nombró cuatro especies adicionales de Cetiosaurus, C. brevis, "el corto"; C. brachyurus, "el cola corta", C. medius, "el mediano", y C. longus, "el largo". Owen había abandonado los dos nombres anteriores, como lo demuestra el hecho de que sus fósiles fueron referidos a varias de las nuevas especies. Una vez más, estos se basaron principalmente en material dispar, a partir de sitios geográficamente muy separados. Como se hizo evidente en 1849, algunos de estos huesos no eran saurópodos sino de Iguanodontidae. Ese año Alexander Melville , en un intento equivocado de aclarar las cosas, renombro C. brevis como C. conybeari, pero por lo tanto simplemente creó un sinónimo más moderno objetivo del nombre anterior.

### Descubrimiento deC. oxoniensis
En marzo de 1868, los trabajadores cerca de Bletchingdon descubrieron el fémur derecho de un saurópodo. Entre marzo de 1869 y junio de 1870, el profesor John Phillips , que investigaba más el sitio, en una capa que databa del Batoniano, descubrió tres esqueletos y material óseo adicional. En 1871, basándose en ellos, nombró dos especies: Cetiosaurus oxoniensis que originalmente fue deletreado "Ceteosaurus oxoniensis" y Cetiosaurus glymptonensis. "Oxoniensis" se refiere a Oxford , "glymptonensis" a Glympton. Ya en 1870, Thomas Huxley había publicado una carta de Phillips en la que este último nombraba lo Cetiosaurus giganteus basado en el espécimen OUMNH J13617, un fémur izquierdo encontrado anteriormente en Bletchingdon, ya que la carta no contenía una descripción, este es un nomen nudum.

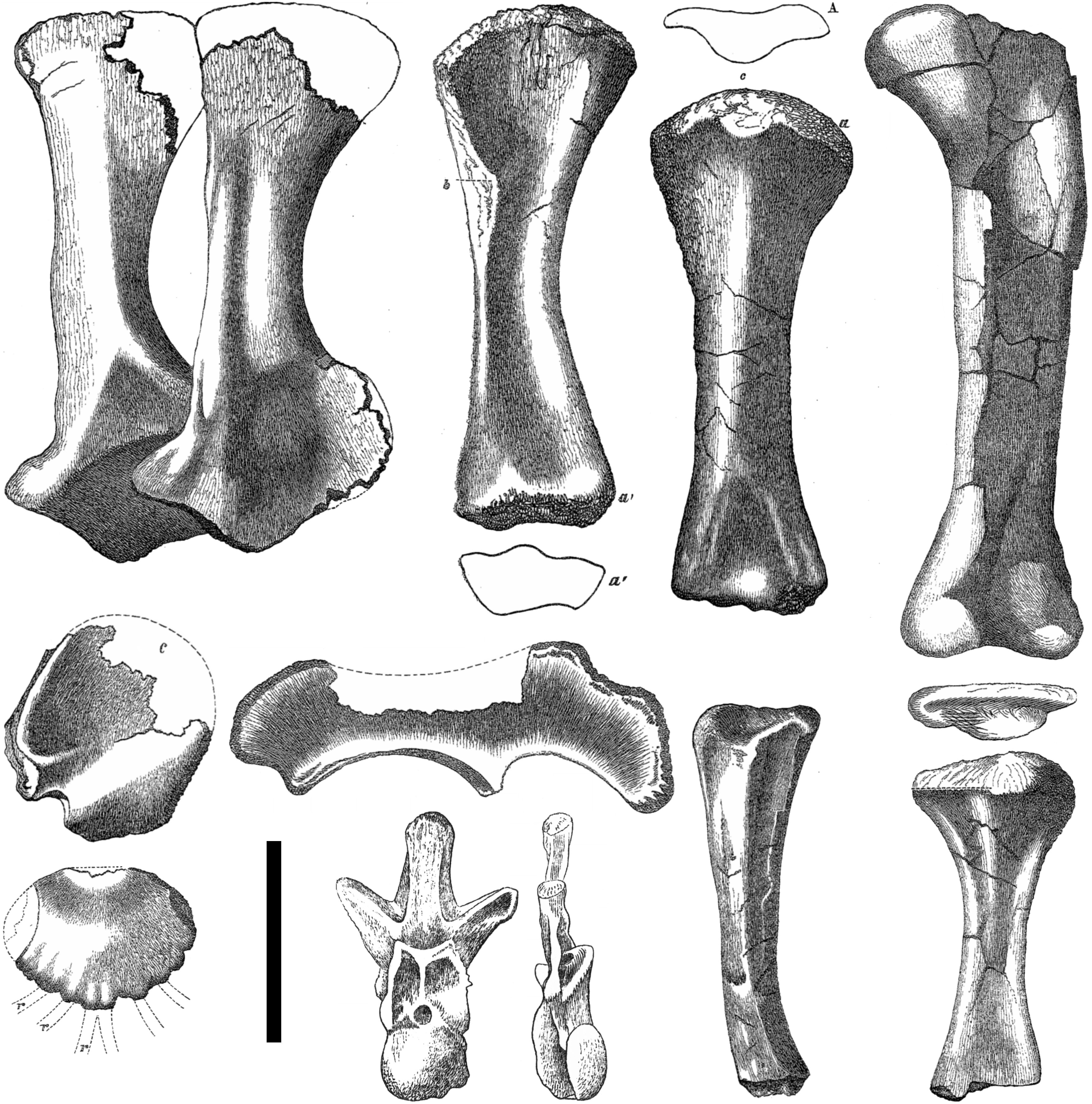
Elementos de Cetiosaurus oxoniensis

Un siglo después, el conductor de un vehículo de excavación descubrió un nuevo espécimen de C. oxoniensis, LCM G468.1968 llamado el  "Dinosaurio Rutland" el 19 de junio de 1968 . El personal de los Museos de la ciudad de Leicester llegó el 20 de junio de 1968. No se confirmó que se recolectó todo el material preservado. Es el fósil de saurópodo más completo y uno de los especímenes más completos de un dinosaurio jamás encontrado en el Reino Unido. Fue solo alrededor de 1980 que hubo interés en el fósil. Tomó alrededor de cuatro años encontrar los huesos de los dinosaurios. De los cerca de doscientos huesos en un Cetiosaurus, ha conservado una serie cervical casi completa, de la vértebra 2 a la 14 , la mayoría de las vértebras dorsales, una pequeña parte del sacro y caudales anteriores , los cheurones, el ilion , el fémur derecho y las costillas y varios fragmentos de las extremidades.
El fósil incompleto tiene 15 metros de largo y se ha exhibido desde 1985 en el Museo New Walk en Leicester. Solo se exhiben las partes más estructuralmente sanas del dinosaurio, con las partes más frágiles almacenadas en otro lugar. Mucho de lo que se puede ver en la pantalla es una réplica, y no el dinosaurio real. La columna vertebral del modelo que se ve en la pantalla tiene catorce cervicales, diez dorsales, cinco sacras y alrededor de cincuenta caudales.

### Especies posteriores
En 1874, John Whitaker Hulke nombró Cetiosaurus humerocristatus , "con un húmero cresta", basado en el espécimen BMNH 44635, un húmero encontrado ese año en Sandsfoot cerca de Weymouth en Dorset. En 2010, este se hizo un género separado Duriatitan. En 1905, Arthur Smith Woodward renombró a Ornithopsis leedsii, Hulke 1887, en C. leedsi. Este aun hoy endía se considera un nomen dubium. En 1970, Rodney Steel pasó a llamar a Cardiodon, Owen 1841, basado en un diente ahora perdido como C. rugulosus, "el arrugado". Si la especie perteneciera a Cetiosaurus, el nombre del género sin embargo sería Cardiodon ya que este nombre tiene prioridad. En 2003, Upchurch y Martin rechazaron la identidad.

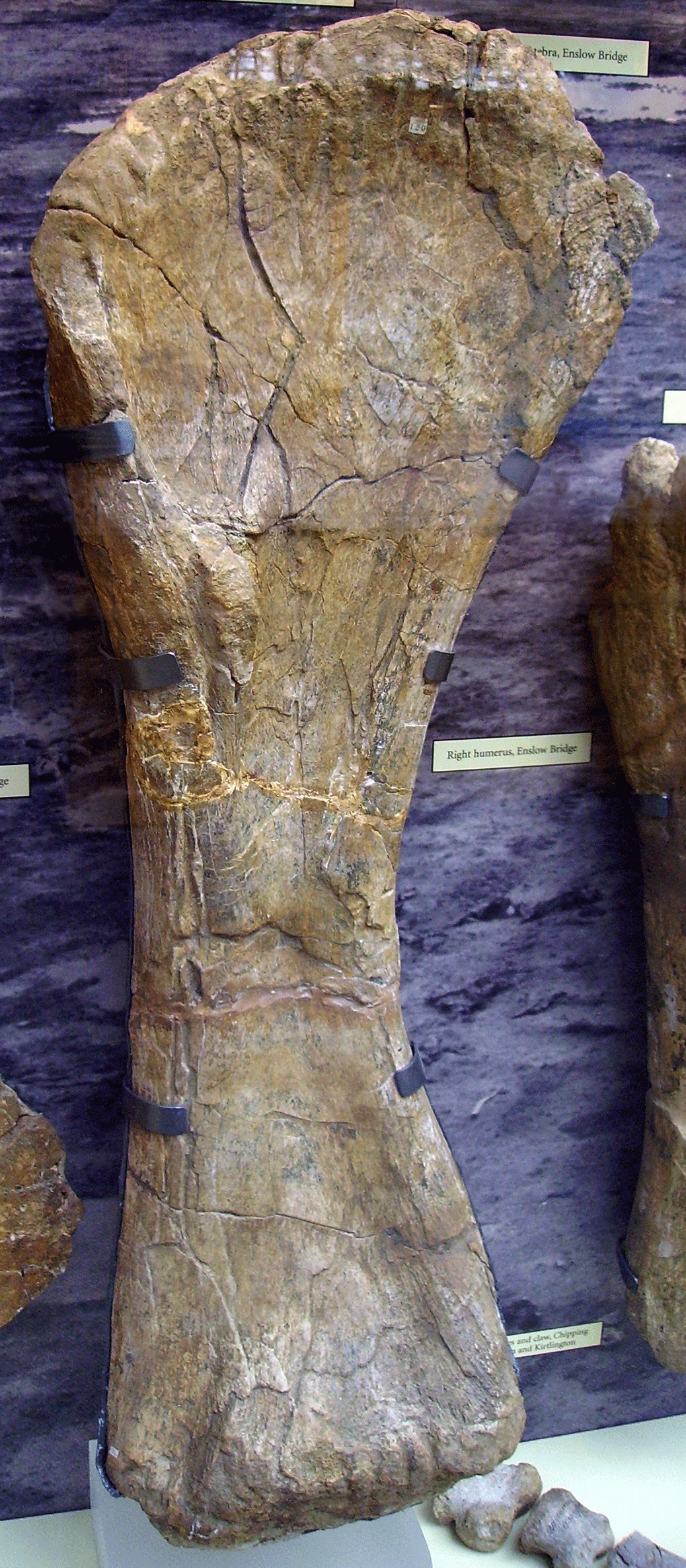
Húmero derecho de Cetiosaurus

Además de las trece especies basadas en material británico, tres fueron nombradas por investigadores franceses. En 1874, Henri-Émile Sauvage nombró a Cetiosaurus rigauxi basado en una vértebra encontrada por Edouard Edmond Joseph Rigaux en Le Portel, al oeste de Boulogne-sur-Mer, en capas que datan del Titoniano. Sin embargo, en 1903, se vio obligado a concluir que representaba un pliosáurido. En 1880, Sauvage nombró a otra especie, C. philippsi. En 1955, Albert-Félix de Lapparent llamó C. mogrebiensis basado en tres esqueletos encontrados en Marruecos en la formación El Mers que data de Batoniano. El nombre específico se refiere al Magreb. Hoy en día se lo ve como un taxón válido, pero uno que no pertenece a Cetiosaurus. En 2011, Eric Buffetaut e refirió un Cheurón encontrado en las Ardenas francesas , espécimen A775, a un Cetiosaurus sp. Una sola especie de Cetiosaurus se ha basado en material suizo . En 1932, Friedrich von Huene renombró Ornithopsis greppini, Huene 1922 en C. greppini. Hoy se considera un nomen dubium.

### La cuestión de laespecie tipo
En principio, para cada género se debe indicar una especie tipo para que sirva como su tipo en una definición ostensiva . Tradicionalmente, C. medius se había considerado la especie tipo de Cetiosaurus. En 1888, Richard Lydekker había asignado formalmente C. oxoniensis como especie tipo, pero según las reglas modernas de ICZN, una de las especies nombradas por el autor original, en este caso Owen, debe ser seleccionada. En 2003, Paul Upchurch y John Martin determinaron que C. "hypoolithicus" y C. "epioolithicus" no podían usarse porque eran nómina nuda. De las cuatro especies nombradas en el segundo artículo de Owen de 1842, C. brevis, C. brachyurus, C. longus y C. medius, solo C. brevis no sería un nomen dubium . Esto lo interpretaron como implicando que C. brevis era la especie tipo. Esta conclusión, de ser correcta, causaría considerable inestabilidad taxonómica, ya que el género Pelorosaurus se había basado desde entonces en sus fósiles y se reconoció como un tipo de saurópodo totalmente diferente. Por lo tanto, Upchurch y Martin sugirieron solicitar a la ICZN que cambie la especie tipo a C. oxoniensis, la especie más conocida del Jurásico medio, en el cual el género Cetiosaurus generalmente había sido identificado.

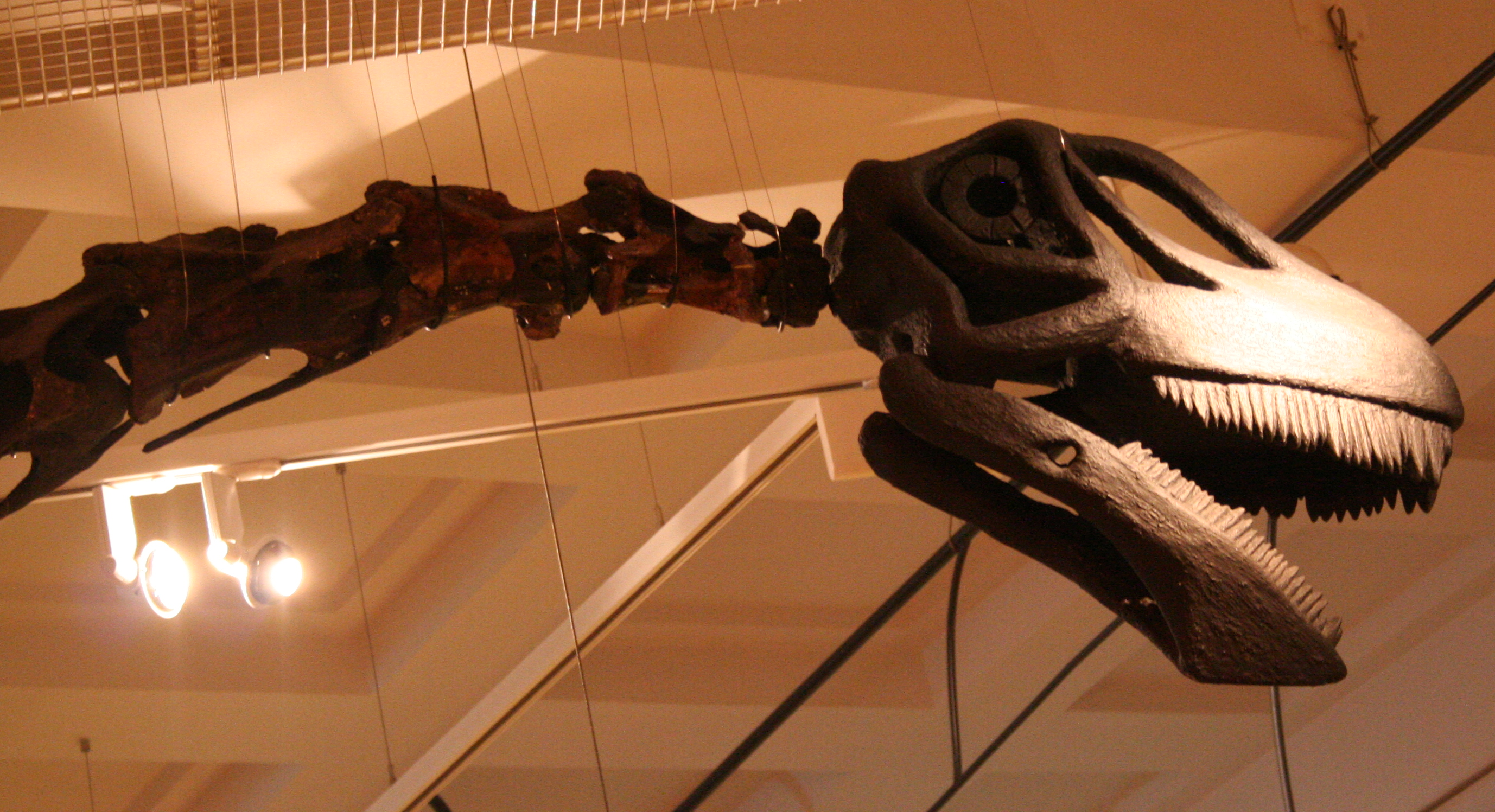
Cetiosaurus. New Walk Museum, Leicester

Sin embargo, en 2009, cuando su solicitud fue presentada oficialmente, Upchurch y Martin cambiaron su posición. Reconocieron que ser designado un nomen dubium no impide que una especie se haya convertido en el tipo de un género. Además, habían identificado un pasaje en el artículo de 1842 en el que Owen mismo había asignado a C. medius como especie tipo : "se trata principalmente de estos huesos,es decir, los de C. medius , con otros descubiertos posteriormente y en la colección del Sr. Kingdon, que los personajes del Cetiosaurus se determinaron por primera vez ". Sin embargo, todavía abogaban por un cambio en el tipo porque C. medius solo se conoce por material no diagnóstico. Este sintipo consta de once vértebras de cola separadas, desde OUMNH J13693 a OUMNH 13703, algunas costillas sacras con un hueso de pie, metatarsiano , OUMNH J13704-13712, un hueso de mano, metacarpiano , OUMNH J13748 y una uña, OUMNH J13721, probablemente de diferentes sitios fósiles y diferentes individuos. La ICZN aceptó la propuesta de cambiar la especie tipo en 2014, Opinión 2331, convirtiendo oficialmente C. oxoniensis en una especie tipo en lugar de la C. medius original. Al hacer que C. oxoniensis sea la especie tipo de Cetiosaurus, se aseguró el nombre Cetiosaurus para el animal con el que se ha asociado tradicionalmente.

## Clasificación
Owen inicialmente no estaba seguro de las relaciones precisas de Cetiosaurus. Entendió que era un reptil y la mayoría de los investigadores de la época lo asignaron al Sauria. Sin embargo, al principio no reconoció su naturaleza dinosaurio, cuando en 1842 nombró Dinosauria, Cetiosaurus no se incluyó. Esto fue influenciado por la idea preconcebida de que un animal tan grande debe haber estado en el mar. Owen asumió afinidades crocodilianas. A principios de la década de 1850, Gideon Mantell comenzó a sospechar que Cetiosaurus era un animal terrestre como resultado de sus estudios de Pelorosaurus. Sin embargo, esta idea fue aceptada lentamente por otros científicos. En 1859 Owen todavía clasificó Cetiosaurus en Crocodylia. En 1861, Owen concentró todas esas formas en un grupo propio, el Opisthocoelia. En 1869, Thomas Huxley declaró explícitamente que Cetiosaurus era un dinosaurio.

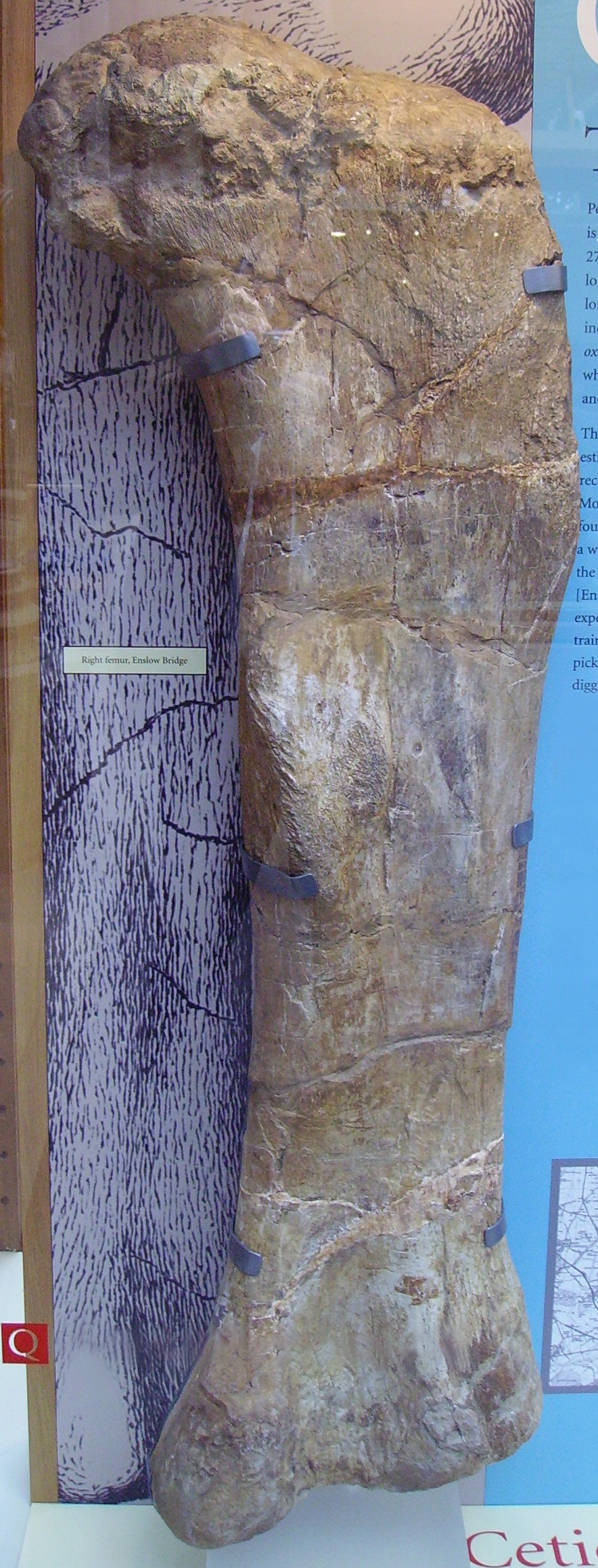
Fémur derecho de Cetiosaurus

En 1888 Lydekker asignó Cetiosaurus a su propia familia: los Cetiosauridae. Durante mucho tiempo funcionó como una gran familia mal definida de saurópodos típicamente "primitivos". Hoy en día, sin embargo, se conocen muchos saurópodos más basales que Cetiosaurus. La investigación cladística exacta moderna no ha resultado en un único resultado claro sobre la posición de Cetiosaurus oxoniensis en el árbol saurópodo. A veces se recuperaba un Cetiosauridae, un clado que unía Cetiosaurus oxoniensis con especies como el indio Barapasaurus, el Patagosaurus sudamericano o el africano Chebsaurus. Otros estudios indican que los Cetiosauridae tradicionales eran parafiléticos y recuperan Cetiosaurus oxoniensis en Eusauropoda, basal a Neosauropoda o justo fuera de este clado.

### Filogenia
Este cladograma muestra una posible posición de Cetiosaurus:

|  | Lessemsaurus |
|  |              |
|  | Antetonitrus |
|  |              |

|         | Shunosaurus                                                  |
|         |                                                              |
|         | Patagosaurus                                                 |
|         |                                                              |
|         | Omeisaurus                                                   |
|         |                                                              |
|         | Mamenchisaurus                                               |
|         |                                                              |
|         | Barapasaurus                                                 |
|         |                                                              |
| unnamed | \| \| Cetiosaurus \| \| \| \| \| \| Neosauropoda \| \| \| \| |
|         | \| \| Cetiosaurus \| \| \| \| \| \| Neosauropoda \| \| \| \| |
|         | Cetiosaurus                                                  |
|         |                                                              |
|         | Neosauropoda                                                 |
|         |                                                              |

|  | Cetiosaurus  |
|  |              |
|  | Neosauropoda |
|  |              |

|         | Shunosaurus                                                  |
|         |                                                              |
|         | Patagosaurus                                                 |
|         |                                                              |
|         | Omeisaurus                                                   |
|         |                                                              |
|         | Mamenchisaurus                                               |
|         |                                                              |
|         | Barapasaurus                                                 |
|         |                                                              |
| unnamed | \| \| Cetiosaurus \| \| \| \| \| \| Neosauropoda \| \| \| \| |
|         | \| \| Cetiosaurus \| \| \| \| \| \| Neosauropoda \| \| \| \| |
|         | Cetiosaurus                                                  |
|         |                                                              |
|         | Neosauropoda                                                 |
|         |                                                              |

|  | Cetiosaurus  |
|  |              |
|  | Neosauropoda |
|  |              |

|         | Shunosaurus                                                  |
|         |                                                              |
|         | Patagosaurus                                                 |
|         |                                                              |
|         | Omeisaurus                                                   |
|         |                                                              |
|         | Mamenchisaurus                                               |
|         |                                                              |
|         | Barapasaurus                                                 |
|         |                                                              |
| unnamed | \| \| Cetiosaurus \| \| \| \| \| \| Neosauropoda \| \| \| \| |
|         | \| \| Cetiosaurus \| \| \| \| \| \| Neosauropoda \| \| \| \| |
|         | Cetiosaurus                                                  |
|         |                                                              |
|         | Neosauropoda                                                 |
|         |                                                              |

|  | Cetiosaurus  |
|  |              |
|  | Neosauropoda |
|  |              |

|         | Shunosaurus                                                  |
|         |                                                              |
|         | Patagosaurus                                                 |
|         |                                                              |
|         | Omeisaurus                                                   |
|         |                                                              |
|         | Mamenchisaurus                                               |
|         |                                                              |
|         | Barapasaurus                                                 |
|         |                                                              |
| unnamed | \| \| Cetiosaurus \| \| \| \| \| \| Neosauropoda \| \| \| \| |
|         | \| \| Cetiosaurus \| \| \| \| \| \| Neosauropoda \| \| \| \| |
|         | Cetiosaurus                                                  |
|         |                                                              |
|         | Neosauropoda                                                 |
|         |                                                              |

|  | Cetiosaurus  |
|  |              |
|  | Neosauropoda |
|  |              |

|  | Lessemsaurus |
|  |              |
|  | Antetonitrus |
|  |              |

|         | Shunosaurus                                                  |
|         |                                                              |
|         | Patagosaurus                                                 |
|         |                                                              |
|         | Omeisaurus                                                   |
|         |                                                              |
|         | Mamenchisaurus                                               |
|         |                                                              |
|         | Barapasaurus                                                 |
|         |                                                              |
| unnamed | \| \| Cetiosaurus \| \| \| \| \| \| Neosauropoda \| \| \| \| |
|         | \| \| Cetiosaurus \| \| \| \| \| \| Neosauropoda \| \| \| \| |
|         | Cetiosaurus                                                  |
|         |                                                              |
|         | Neosauropoda                                                 |
|         |                                                              |

|  | Cetiosaurus  |
|  |              |
|  | Neosauropoda |
|  |              |

|         | Shunosaurus                                                  |
|         |                                                              |
|         | Patagosaurus                                                 |
|         |                                                              |
|         | Omeisaurus                                                   |
|         |                                                              |
|         | Mamenchisaurus                                               |
|         |                                                              |
|         | Barapasaurus                                                 |
|         |                                                              |
| unnamed | \| \| Cetiosaurus \| \| \| \| \| \| Neosauropoda \| \| \| \| |
|         | \| \| Cetiosaurus \| \| \| \| \| \| Neosauropoda \| \| \| \| |
|         | Cetiosaurus                                                  |
|         |                                                              |
|         | Neosauropoda                                                 |
|         |                                                              |

|  | Cetiosaurus  |
|  |              |
|  | Neosauropoda |
|  |              |

|         | Shunosaurus                                                  |
|         |                                                              |
|         | Patagosaurus                                                 |
|         |                                                              |
|         | Omeisaurus                                                   |
|         |                                                              |
|         | Mamenchisaurus                                               |
|         |                                                              |
|         | Barapasaurus                                                 |
|         |                                                              |
| unnamed | \| \| Cetiosaurus \| \| \| \| \| \| Neosauropoda \| \| \| \| |
|         | \| \| Cetiosaurus \| \| \| \| \| \| Neosauropoda \| \| \| \| |
|         | Cetiosaurus                                                  |
|         |                                                              |
|         | Neosauropoda                                                 |
|         |                                                              |

|  | Cetiosaurus  |
|  |              |
|  | Neosauropoda |
|  |              |

|         | Shunosaurus                                                  |
|         |                                                              |
|         | Patagosaurus                                                 |
|         |                                                              |
|         | Omeisaurus                                                   |
|         |                                                              |
|         | Mamenchisaurus                                               |
|         |                                                              |
|         | Barapasaurus                                                 |
|         |                                                              |
| unnamed | \| \| Cetiosaurus \| \| \| \| \| \| Neosauropoda \| \| \| \| |
|         | \| \| Cetiosaurus \| \| \| \| \| \| Neosauropoda \| \| \| \| |
|         | Cetiosaurus                                                  |
|         |                                                              |
|         | Neosauropoda                                                 |
|         |                                                              |

|  | Cetiosaurus  |
|  |              |
|  | Neosauropoda |
|  |              |

### Especies

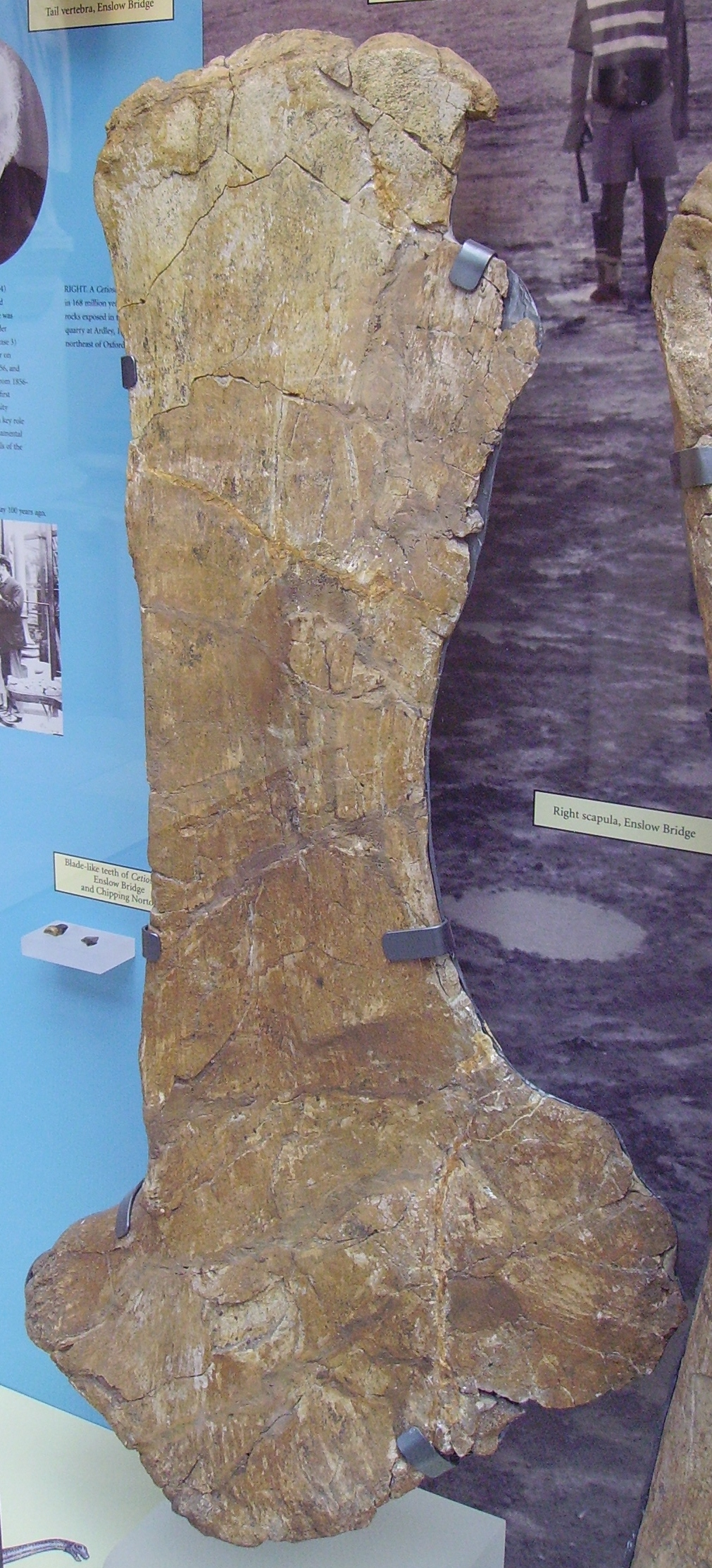
Escápula derecha de Cetiosaurus

#### Especie válidas
- C. oxoniensis (Phillips, 1871) especie tipo

#### Especies dudosas
- C. medius (N.D.) (Owen, 1842)
- C. phillipsi (N.D.) (Sauvage, 1880)
- C. brachyurus (N.D.) (Owen, 1842)

#### Especies Reasignadas
- C. longus (N.D.) (Owen, 1842)= Cetiosauriscus longus (McIntosh, 1990)
- C. brevis (N.D.) (Owen, 1842) : no Cetiosaurus= C. conybeari (Melville, 1849) = Pelorosaurus conybearei Mantell, 1850 = Pelorosaurus brevis Huene, 1927
- C. rugulosus (N.D.?) (Owen, 1844) (originalmente Cardiodon))=Cardiodon rugulosus
- C. conybeari (N.D.?) (Melville, 1849)=Pelorosaurus conybearei
- C. humerocristatus (Hulke, 1874): non Cetiosaurus = Ornithopsis humerocristatus (Lydekker, 1889) = Pelorosaurus humerocristatus (Sauvage, 1897) = Duriatitan humerocristatus (Barrett, Benson & Upchurch, 2010)
- C. mogrebiensis Lapparent, 1955 = Sauropoda incertae sedis
- C. glymptonensis (N.D.?) (Phillips, 1871)=Diplodocoidea? incertae sedis
- C. leedsi (N.D.) (Hulke, 1887) (originalmente Ornithopsis))= "Ornithopsis" leedsi
- C. rigauxi (N.D.) (Sauvage, 1874)>no dinosaurio

#### Especies Inválidas
- "C. giganteus" (N. N.) (Owen vide Huxley, 1870)
- "C. hypoolithicus" (N.N.) (Owen, 1842)
- "C. epioolithicus" (N.N.) (Owen, 1842)=C. longus